# Проп-трейдинг
Проп-трейдинг (пропрайтери трейдинг, от англ. Proprietary trading — досл. «частная торговля») — принцип работы финансовой компании, когда основную часть её деятельности составляет торговля акциями, валютами, товарными фьючерсами, облигациями и производными этих активов на финансовых рынках по всему миру с помощью собственных средств компании.
Проп-трейдинг отличается от других типов работы компаний на финансовых рынках тем, что торговля в данном случае ведётся исключительно на собственные средства фирмы, а не на деньги клиентов, привлеченных под управление, как это происходит в компаниях, основной деятельностью которых является работа по принципу доверительного управления. Доход компании, занимающейся проп-трейдингом, составляет только та сумма, которую она смогла заработать в процессе торговли финансовыми инструментами — никаких процентов за управление деньгами клиентов или любых других «околорыночных» источников дохода такая компания, в классическом понимании проп-трейдинга, иметь не должна.

## Торговые стратегии
Фирмы, основу деятельности которых составляет проп-трейдинг, могут использовать в торговле самые разные торговые стратегии, включая скальпинг, торговлю волатильностью, различные виды арбитража, парный трейдинг и т. д.
Реализацией торговых стратегий могут заниматься как специально нанятые и обученные трейдеры, так и различные алгоритмы, созданные программистами фирмы и осуществляющие сделки без участия, но под контролем человека.
В основном, алгоритмическая торговля используется для реализации стратегий с большим количеством сделок за короткий промежуток времени — там, где работа человека не может быть эффективной (так называемый высокочастотный трейдинг).
Для реализации тех стратегий, где количество сделок за определенный промежуток времени позволяет их эффективно совершать человеку, фирма использует трейдеров. Зачастую, большинство трейдеров в проп-фирме занимаются так называемым дейтрейдингом — видом торговли, для которого характерно небольшое количество сделок внутри дня.
Фирмы, занимающиеся проп-трейдингом используют в торговле и инвестиционный подход, когда, на основании продуманной аналитиками фирмы торговой идеи, позиции по базовому активу или производным на него открываются на срок от нескольких месяцев до года.

## Проп-трейдеры
Работающие на проп-трейдинговую компанию трейдеры осуществляют торговлю с использованием средств этой компании. Иногда, когда трейдер только начинает работать, он вносит свой залоговый депозит в компанию, а проп-фирма увеличивает его в несколько раз. В этом случае трейдер, приступая к торговле, имеет на счету депозит проп-компании, но полученные им убытки не могут превышать размер залогового депозита.
Фирма, позволяя трейдеру торговать на деньги компании, несет определенные риски и её интерес заключается в том, что трейдер отдает компании часть заработанной прибыли. Как правило, чем успешнее становится трейдер и чем большие суммы он начинает зарабатывать, тем меньше своей прибыли он отдает компании. Процент, который получает трейдер от своей прибыли называется «пэй-аут». Величина «пэй-аута», как правило, колеблется от 10%, в случае если трейдер только начинает работать, до 95%, если это опытный и стабильно зарабатывающий трейдер. Логика распределения дохода такая: если трейдер торгует полностью на средства компании, то величина «пэй-аут» ниже. Если используется залоговый капитал трейдера, то  величина больше. Также это зависит от используемой стратегии и затрат на её содержание. Например HFT стратегии требуют серьёезной технической базы и сопутствующих условий.

## Основные принципы проп-трейдинга
- Проп-компания дает трейдеру собственные средства для трейдинга (иногда требуя от трейдера внесения залогового депозита, тогда эта компания не является проп-трейдинговой, а является «кухней», стремящейся таким образом обобрать клиента. Но стоит понимать, что проп-компания заинтересована только в тех, кто зарабатывает. Свою доходность придется подтвердить. Иногда залоговый капитал берут под эти задачи.).
- В так называемых «кухнях» начинающий трейдер, совершая сделки, рискует только своими деньгами, тогда как в реальных компаниях риски ложатся на саму компанию.
- Риски проп-трейдера ограничивает риск-менеджер — сотрудник проп-трейдинговой компании.
- Зачастую в проп-фирмах принято, что трейдер получает свою прибыль по итогам месяца только через месяц после отчетного — это необходимо для компенсации потерь, которые трейдер может понести в следующем за выводом денег месяце.
- Различают разное отношение к затратной части трейдера. Обслуживание счет, реал-тайм котировки и профессиональный счет требуют затрат на лицензии и т. д. Поэтому, некоторые компании перекладывают эту нагрузку на трейдера.

## Риски
Уровень рискованности торговых стратегий, используемых в фирмах, занимающихся проп-трейдингом, колеблется от компании к компании, однако, в среднем, он немного выше, чем в компаниях, работающих по принципу хедж-фондов. Это связано с тем, что хотя хедж-фонды и имеют довольно широкие полномочия в распоряжении деньгами своих клиентов, тем не менее, они торгуют не на свои деньги, ввиду чего вынуждены ограничивать риски в большинстве торговых операций, отвлекая большую часть капитала под управлением на хеджирование открытых позиций.
На этом фоне крупнейшие банки мира вывели отделы по торговле на финансовых рынках на собственные средства в отдельные юридические лица, чтобы сопутствующие такому бизнесу риски не отражались на общих уровнях рисков этих банков ввиду ужесточившихся требований регуляторов после мирового финансового кризиса 2008 года (правило Волкера).

## Организационная структура
Как правило, во главе фирмы, занимающейся проп-трейдингом, стоят от 1 до 3 управляющих партнеров, являющихся успешными и опытными трейдерами с большим стажем. Все важные стратегические решения по бизнесу в целом или по каким-то крупным торговым операциям принимаются исключительно с их согласия или инициативы.
Следующей ступенью являются старшие трейдеры — в зависимости от величины фирмы их количество может колебаться от 3 до 7 и более. Каждый старший трейдер возглавляет своё направление торговли (скальпинг, дейтрейдинг, торговля валютами, облигации, торговля производными и т. п.).
В подчинении старших трейдеров находятся рядовые трейдеры — в зависимости от размера фирмы их количество может колебаться от 10 до 50 и более человек, обладающих различными навыками торговли по различным стратегиям.
Практически в каждой крупной проп-фирме имеется учебный центр, на базе которого, после предварительного отбора и серии собеседований, практикующие трейдеры компании занимаются обучением вновь пришедших в компанию трейдеров.
Важным атрибутом проп-фирмы является наличие небольшого отдела по управлению рисками, состоящего из 1-3 менеджеров по управлению рисками, занимающихся контролем за рисками каждого трейдера и всех крупных позиций фирмы.
Иногда в проп-фирме имеется небольшой аналитический отдел, состоящий из 1-3 аналитиков, занимающихся аналитическим сопровождением ежедневных торгов в фирме, а также выполняющих различные исследовательские задачи по поручению управляющих партнеров или старших трейдеров фирмы.
Кроме того, почти в каждой проп-фирме имеется крупный отдел, состоящий из программистов, пишущих и тестирующих торговые стратегии, а также программное обеспечение, облегчающее и повышающее эффективность работы рядовых трейдеров компании.

## История

### В США
Первые проп-трейдинговые компании появились с США около двадцати лет назад. Стоит заметить, что все серьезные компании требуют от трейдера наличие определенных лицензий, что серьезно ограничивает количество потенциальных проп-трейдеров.

### В Европе
В Европе проп-трейдинговые компании появились несколько позже, чем в США. Активная волна проп-трейдинга началась в начале 2023 года, когда на рынке стало появляться все больше и больше фирм, предлагающих фандирование успешным трейдерам.

### В России
В России проп-трейдинг переживает этап активного развития. Впервые о проп-трейдинге в нашей стране услышали в 2002 году, когда в России открылось отделение известной канадской проп-фирмы Swift.
Ещё одной компанией, российские отделения которой находятся в Москве и Санкт-Петербурге, является OSTC-ATON. В 2022 году компания покинула Россию.
Наибольший интерес к теме проп-трейдинга был вызван в 2011-2012 году, когда трейдеры Gilbert Mendez (Gmen)  и Leo Selya провели серию вебинаров для России,а так же была переведена книга «Один хороший трейд: скрытая информация о высококонкурентном мире частного трейдинга» американского автора Майка Беллафиоре, соучредителя SMB Capital. Эта книга нацелена на широкую аудиторию трейдеров и спекулянтов, работающих на финансовых рынках России и мира.
Основными крупными Проп-трейдинговыми компаниями по обороту средств на ММВБ являются Vataga и А-лаб, который имеет свою сеть торговых франшиз. 